# Jack Rose
Jack Rose är en cocktail gjord på applejack, grenadin och citron- eller limejuice. Den var populär på 1920- och 1930-talen, och är en av de sex basdrinkarna listade i David A. Emburys The Fine Art of Mixing Drinks. Den populariserades i Ernest Hemingways roman Och solen har sin gång, där berättajaget dricker en Jack Rose i hotellbaren på Hôtel de Crillon i Paris. Den var också författaren John Steinbecks favoritdrink.

## Historik
Drinken är dokumenterad sedan tidigt 1900-tal, i en artikel i National Police Gazette från 1905 uppges att den skapats av en bartender vid namn Frank J. May i New Jersey. Harvey's Famous Restaurant i Washington DC påstår själva att de tog fram drinken, och det finns uppgifter som pekar på att Joseph P. Rose, en prisbelönt mixolog, uppfann den, och att den då döptes efter honom.
Det finns även andra teorier om namnet. Bland annat att den namngivits, och till och med skapats, av en ökänd gangster kallad Bald Jack Rose. Det motsägs av att det finns uppgifter om drinken innan han inlett sin karriär som gangster. Den har också påståtts blivit namngiven efter den rosa rosen "Jacquemot".
Mest troligt är att det har skapats ur ordet applejack och drinkens färg, som blir rosa av grenadinet. 
Cocktailen föll ur modet under andra halvan av 1900-talet. I juni 2003 publicerade Washington Post en artikel där två journalister försökte hitta en bar som serverade Jack Rose i Washington, DC. Trots många barbesök hittade de inte någon bar där bartendern både kände till drinken och hade applejack i sortimentet. Till slut köpte de en flaska applejack till en av de bartendrar som de frågat och som visste hur den görs.
Under 2010-talet har intresset ökat för klassiska cocktails och Jack Rose återfått en viss popularitet.